# غانم (مبين)

تعديل مصدري - تعديل

غانم هي إحدى قرى عزلة بني عكاب بمديرية مبين التابعة لمحافظة حجة، بلغ تعداد سكانها 651 نسمة حسب تعداد اليمن لعام 2004.